# Biomassa Energiecentrale Sittard
De Biomassa Energiecentrale Sittard (BES) is een energiecentrale die uitsluitend groene energie levert: door middel van verbranding van biomassa wordt er elektriciteit, warm water (90°C) en warmte verkregen. Het geproduceerd vermogen van het warmwatergedeelte is circa 4 megawatt. De turbine heeft een vermogen van 1,2 megawatt waarvan circa 1 megawatt aan het 10 kilovolt-elektriciteitsnet van Essent wordt geleverd. De centrale krijgt haar brandstof (voornamelijk snoeiafval) aangeleverd van de groendiensten uit de omliggende gemeenten en een aantal bedrijven uit de groenvoorziening.

## Brand
Op donderdagavond 10 mei 2007 brak er een grote brand uit in de BES. Omdat het vuur woedde in de buurt van de spoorlijn Sittard - Roermond, werd het treinverkeer stilgelegd. De centrale werd voor een groot deel verwoest. 
De brand is ontstaan door een explosie die door een materiaalfout in een warmtewisselaar is ontstaan. Dat is gebleken uit technisch onderzoek van Stork FDO.
Volgens het onderzoek is tijdens de productie een scheur in een pijpbundel ontstaan met het gevolg dat olie is gelekt. De thermische olie vatte vlam, waardoor de temperatuur in de installatie steeg tot ongekende hoogte. Vervolgens is de centrale geëxplodeerd en vrijwel geheel verloren gegaan. Ongeveer een jaar later was de centrale herbouwd en wederom in gebruik genomen.

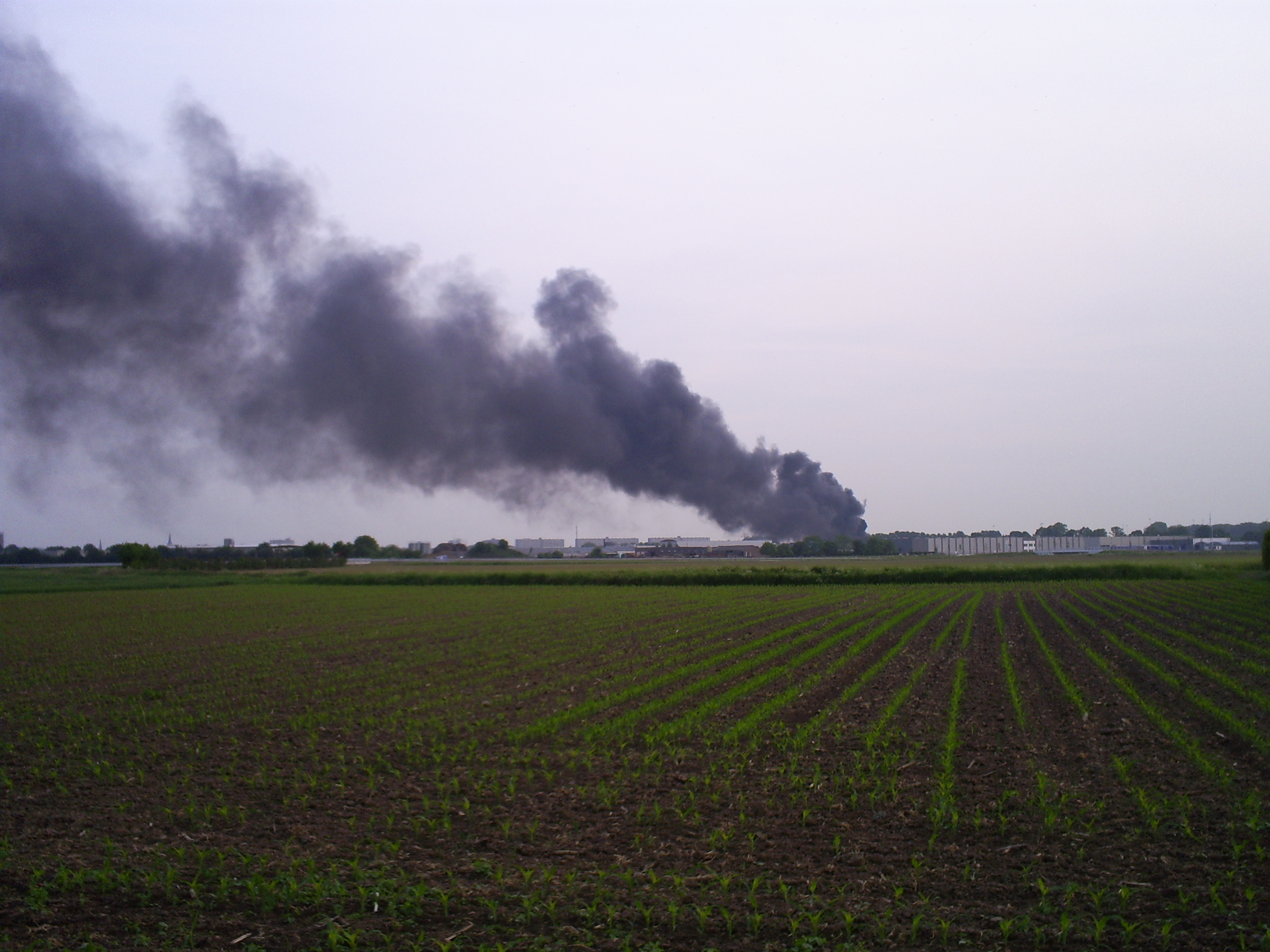
Rookwolken te zien vanuit Nieuwstadt
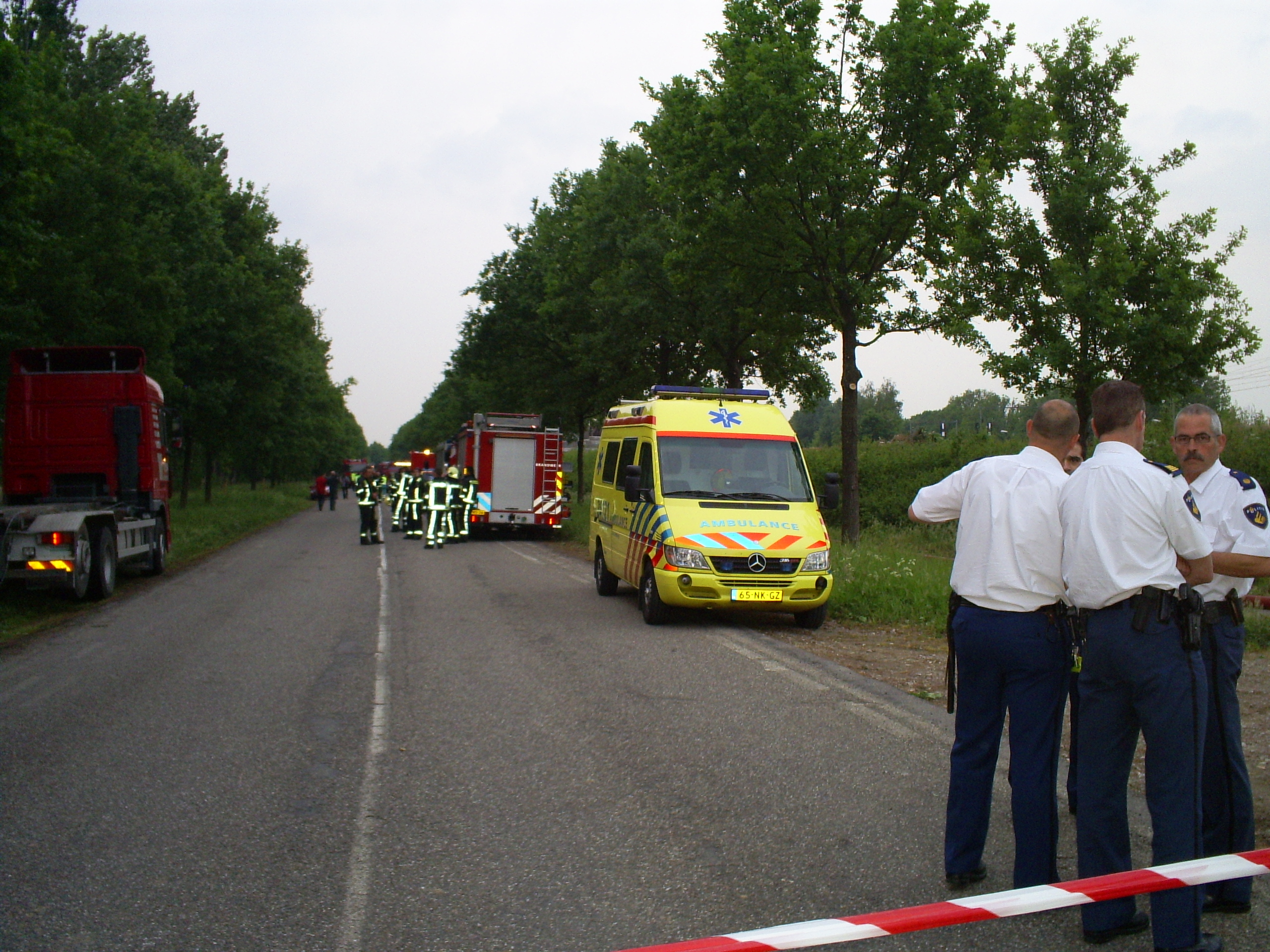
Hulpdiensten ter plekke
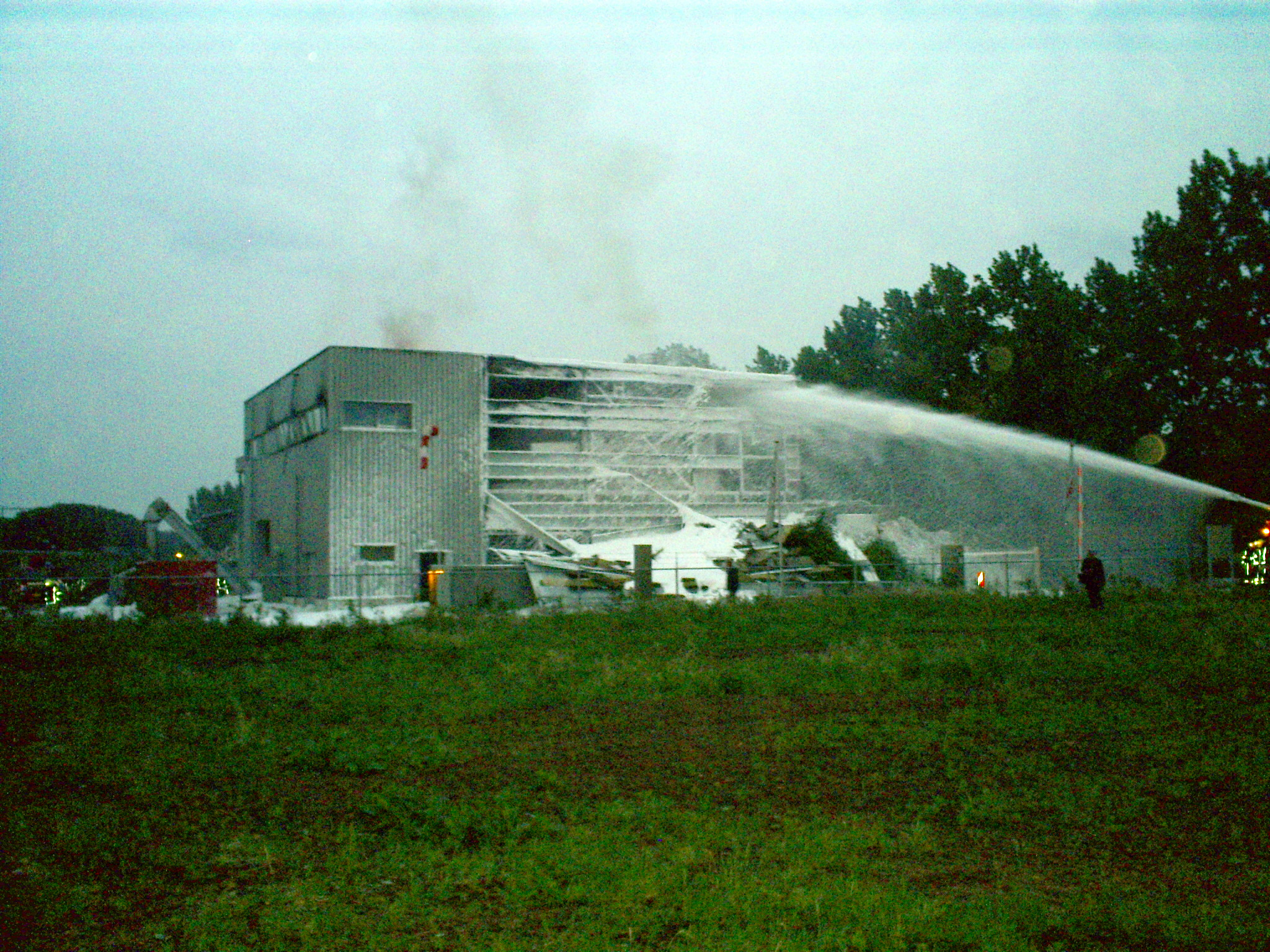
De brandweer blust het vuur na de explosie

Op woensdagavond 28 augustus 2019 brak opnieuw brand uit in de centrale. Door warmgelopen lagers in het transportgedeelte vatte een transportband vlam. Het vuur bereikte niet het productiegedeelte van de centrale en er was dus ook geen kans op een explosie door het vlamvatten van de thermische olie, zoals in 2007 het geval was.